# Demolition (álbum de Ryan Adams)
Demolition es el tercer álbum del cantante Ryan Adams. El álbum incluye canciones de discos inéditos, titulados The Suicide Handbook, The Pinkheart Sessions y 48 Hours. En 2009, Adams dijo: "No me gusta esta álbum. Las canciones de rock son lentas y las tranquilas pertenecen a mejores grabaciones  [...] hacer Gold como un compromiso y luego ver cómo esos discos se troceaban para Demolition fue angustioso."

## Canciones
Todas las canciones escritas y compuestas por Ryan Adams, a menos que se indique lo contrario. 
| N.º | Título                                                                                | Duración |  |
| 1.  | «Nuclear»                                                                             | 3:25     |  |
| 2.  | «Hallelujah»                                                                          | 3:11     |  |
| 3.  | «You Will Always Be the Same»                                                         | 2:38     |  |
| 4.  | «Desire»                                                                              | 3:41     |  |
| 5.  | «Cry on Demand»                                                                       | 4:23     |  |
| 6.  | «Starting to Hurt»                                                                    | 3:19     |  |
| 7.  | «She Wants to Play Hearts»                                                            | 4:01     |  |
| 8.  | «Tennessee Sucks»                                                                     | 2:55     |  |
| 9.  | «Dear Chicago»                                                                        | 2:13     |  |
| 10. | «Gimme a Sign»                                                                        | 3:04     |  |
| 11. | «Tomorrow»                                                                            | 4:23     |  |
| 12. | «Chin Up, Cheer Up»                                                                   | 2:59     |  |
| 13. | «Jesus (Don't Touch My Baby)»                                                         | 5:09     |  |
| 14. | «New York, New York» (Live In Amsterdam; Japanese bonus track)                        |          |  |
| 15. | «To Be Young (Is to Be Sad, Is to Be High)» (Live In Amsterdam; Japanese bonus track) |          |  |
| 16. | «Blue» (Japanese bonus track)                                                         |          |  |
| 17. | «Song for Keith» (Japanese bonus track)                                               |          |  |

## Créditos
- Ryan Adams – cantante, guitarra, armónica, guitarra bajo, piano, sintetizador, caja de ritmos
- Mikael Nord Andersson – dobro
- Bucky Baxter – guitarra de acero, coros, guitarra
- Michael Blair – djembe
- Sheldon Gomberg – guitarra bajo
- Svante Henryson – violonchelo
- Ethan Johns – tambores, coros, guitarra, ukulele, guitarra bajo, órgano
- John Paul Keith – guitarra
- Greg Leisz – guitarra de acero, dobro
- Billy Mercer – guitarra bajo
- Brad Pemberton – tambores
- David Rawlings – guitarra
- Julianna Raye – coros
- Brad Rice – guitarra
- Chris Stills – guitarra, órgano
- Gillian Welch – coros